# Klinte Järnväg
Klinte Järnväg också kallad Snögrindabanan var en 891 mm smalspårig järnväg mellan Klintehamn station på Klintehamn-Roma Järnväg och Klintebys gård, båda i Klinte landskommun.
Ett förslag framtogs 1902-1903 för en 4,3 kilometer godsjärnväg till Klintebys gård och Snögrinda gård. På Klinteberget planerades ett kalkbrott och en linbana byggdes från brottet till järnvägen vid Klintebys. Koncessionen godkändes 1904 men bolaget fick uppskov med byggstarten och det gjordes mindre ändringar av sträckningen. Bygget påbörjades inte förrän 1909 och då bara till Klintebys. Den tre kilometer långa järnvägen mellan Klintehamn och Klintebys var färdigbyggd 1910. Den kvarvarande sträckan var inte påbörjad.
Järnvägen blev aldrig färdigbyggd enligt den slutliga koncessionen och öppnades därmed aldrig officiellt. Klinte Järnväg skaffade inga egna järnvägsfordon utan godstrafiken utfördes av Klintehamn-Roma Järnväg.  Det transporterades sockerbetor till Roma sockerbruk, konserver från livsmedelsfabriken och potatis till potatismjölsfabriken. Kalkbrottet lyckades inte utan upphörde. Godstrafiken på järnvägen upphörde 1917 och banan revs samma år.